# NAT9
NAT9 (англ. N-acetyltransferase 9 (putative)) – білок, який кодується однойменним геном, розташованим у людей на короткому плечі 17-ї хромосоми. Довжина поліпептидного ланцюга білка становить 207 амінокислот, а молекулярна маса — 23 361.
| 10         |  | 20         |  | 30         |  | 40         |  | 50         |
| ---------- |  | ---------- |  | ---------- |  | ---------- |  | ---------- |
| MRLNQNTLLL |  | GKKVVLVPYT |  | SEHVPSRYHE |  | WMKSEELQRL |  | TASEPLTLEQ |
| EYAMQCSWQE |  | DADKCTFIVL |  | DAEKWQAQPG |  | ATEESCMVGD |  | VNLFLTDLED |
| LTLGEIEVMI |  | AEPSCRGKGL |  | GTEAVLAMLS |  | YGVTTLGLTK |  | FEAKIGQGNE |
| PSIRMFQKLH |  | FEQVATSSVF |  | QEVTLRLTVS |  | ESEHQWLLEQ |  | TSHVEEKPYR |
| DGSAEPC    |  |            |  |            |  |            |  |            |

A: Аланін

C: Цистеїн

D: Аспарагінова кислота

E: Глутамінова кислота

F: Фенілаланін

G: Гліцин

H: Гістидин

I: Ізолейцин

K: Лізин

L: Лейцин

M: Метіонін

N: Аспарагін

P: Пролін

Q: Глутамін

R: Аргінін

S: Серин

T: Треонін

V: Валін

W: Триптофан

Кодований геном білок за функціями належить до трансфераз, ацилтрансфераз. 
Задіяний у такому біологічному процесі, як альтернативний сплайсинг. 